# جلال أباد دو (مشيز بردسير)
جلال أباد دو (بالفارسية: جلال‌آباد دو) هي مستوطنة تقع في إيران في البلدة المركزية. يقدر عدد سكانها بـ 30 نسمة .